# Gran Premio di Germania 1953
Il Gran Premio di Germania 1953 è stata la settima prova della stagione 1953 del campionato mondiale di Formula 1. La gara si è disputata domenica 2 agosto sul circuito del Nürburgring ed è stata vinta dall'italiano Nino Farina su Ferrari, al quinto e ultimo successo in carriera; Farina ha preceduto all'arrivo l'argentino Juan Manuel Fangio su Maserati e uno dei suoi compagni di squadra, il britannico Mike Hawthorn.
Grazie ai risultati ottenuti, Alberto Ascari si aggiudica per la seconda e ultima volta in carriera il mondiale piloti, il primo pilota a vincerne due di fila e il secondo e l'ultimo di nazionalità italiana. Con 34 vetture, il Gran Premio fissa il record della gara con più partecipanti nella storia della Formula 1.

## Vigilia

### Analisi per il campionato piloti
Il pilota italiano Alberto Ascari comanda la classifica con 33,5 punti sui 36 ottenibili secondo il regolamento valido per la stagione in corso. Tra gli avversari, solo compagno di squadra britannico Mike Hawthorn e l'argentino Juan Manuel Fangio, rispettivamente con 16 e 13 punti in classifica, hanno ancora la possibilità di vincere il titolo, ma solo in caso di vittoria di tutti i rimanenti di Gran Premi facendo registrare inoltre il giro più veloce e nel caso Ascari segni al massimo un punto.

### Aspetti sportivi
il Gran Premio rappresenta il settimo appuntamento stagionale a distanza di due settimane dalla disputa del Gran Premio di Gran Bretagna, sesta gara del campionato. La tappa tedesca si corre dopo lo United States Air Force Trophy e il Circuit du Lac, gare extra calendario di Formula 2 corse il 25 e il 26 luglio.
Tra le scuderie ufficiali prendono parte alla gara la Scuderia Ferrari, con le usuali quattro 500 guidate da Alberto Ascari, Nino Farina, Mike Hawthorn e Luigi Villoresi, la Officine Alfieri Maserati, con tre dei soliti quattro piloti — Juan Manuel Fangio, Onofre Marimón e Felice Bonetto, tutti su A6GCM — a causa dell'infortunio di José Froilán González, costretto a terminare anzitempo la stagione, la Connaught Engineering, con tre Type A guidate da Prince Bira, Roy Salvadori e Kenneth McAlpine, la Cooper Car Company, con una T23 pilotata da Stirling Moss, l'Équipe Gordini, con tre T16 guidate da Jean Behra, Harry Schell e Maurice Trintignant, e, alla sua unica partecipazione a un Gran Premio di Formula 1, la Rennkollektiv EMW, con il pilota Edgar Barth.
Tra le squadre private corrono la Écurie Belge, con Johnny Claes su una Connaught A, la Écurie Espadon, con Kurt Adolff su una Ferrari 166C, la Écurie Francorchamps, con Jacques Swaters su una Ferrari 500, la Écurie Rosier, con Louis Rosier alla guida di un'altra 500, e la debuttante Equipe Anglaise, con due Cooper T23 guidate da Alan Brown ed Helm Glöckler.
Tra i piloti privati sono presenti Rudolf Krause, Ernst Klodwig, Ernst Loof, Erwin Bauer, Günther Bechem, Hans Herrmann, Hans Von Stuck, Theo Fitzau, Oswald Karch, Rodney Nuckey, Theo Helfrich, Willi Heeks e Wolfgang Seidel.

## Qualifiche

### Resoconto
Sono state programmate tre sessioni di qualifica: il giovedì, il venerdì e il sabato precedenti la gara. Pochissimi piloti sono in pista nei primi due giorni, segnati da un meteo piovoso. Sabato, invece, le condizioni si sono rivelate le ideali.
Il più veloce risulta ancora il pilota della Ferrari Alberto Ascari, il quale segna un tempo di 9'59"8 e risultando essere l'unico a scendere sotto la soglia dei 10'. Per l'italiano è la dodicesima partenza al palo in carriera in Formula 1 e la terza consecutiva sul circuito del Nürburgring, la quarta considerando anche l'edizione del 1950 del Gran Premio di Germania, una gara di Formula 2.
In Maserati, in assenza dell'infortunato José Froilán González, solo Juan Manuel Fangio è in grado di sfruttare al meglio la potenzialità della A6GCM su questo circuito. Riesce a precedere gli altri piloti Ferrari, qualificandosi secondo a quasi quattro secondi dalla pole position, relegando a oltre trentasette secondi i compagni di squadra Felice Bonetto e Onofre Marimón. Anche Maurice Trintignant segna un buon tempo, su Gordini, qualificandosi addirittura davanti all'ultima Ferrari ufficiale di Luigi Villoresi.
Tra i tanti piloti locali, la migliore prestazione è arrivata da Hans Herrmann, quattordicesimo con la sua Veritas, un minuto più lenti di Ascari. Più deludenti solo le prestazioni delle Ferrari private del pilota belga Jacques Swaters e del francese Louis Rosier, che nelle loro monoposto, meno preparate ma simili a quella del campione del mondo, si sono qualificate rispettivamente a 79 e 87 secondi.

### Risultati
Nella sessione di qualifica si è avuta questa situazione:
| Pos | Nº | Pilota               | Costruttore           | Tempo       | Griglia |
| --- | -- | -------------------- | --------------------- | ----------- | ------- |
| 1   | 1  | Alberto Ascari       | Ferrari               | 9'59"8      | 1       |
| 2   | 5  | Juan Manuel Fangio   | Maserati              | 10'03"7     | 2       |
| 3   | 2  | Nino Farina          | Ferrari               | 10'04"1     | 3       |
| 4   | 3  | Mike Hawthorn        | Ferrari               | 10'12"6     | 4       |
| 5   | 10 | Maurice Trintignant  | Gordini               | 10'21"7     | 5       |
| 6   | 4  | Luigi Villoresi      | Ferrari               | 10'22"8     | 6       |
| 7   | 7  | Felice Bonetto       | Maserati              | 10'40"8     | 7       |
| 8   | 8  | Onofre Marimón       | Maserati              | 10'41"0     | 8       |
| 9   | 9  | Jean Behra           | Gordini               | 10'45"5     | 9       |
| 10  | 11 | Harry Schell         | Gordini               | 10'46"6     | 10      |
| 11  | 17 | Toulo de Graffenried | Maserati              | 10'46"6     | 11      |
| 12  | 19 | Stirling Moss        | Cooper-Alta           | 10'48"3     | 12      |
| 13  | 15 | Roy Salvadori        | Connaught-Lea-Francis | 10'57"5     | 13      |
| 14  | 31 | Hans Herrmann        | Veritas               | 10'59"8     | 14      |
| 15  | 14 | Prince Bira          | Connaught-Lea-Francis | 11'02"1     | 15      |
| 16  | 16 | Kenneth McAlpine     | Connaught-Lea-Francis | 11'07"3     | 16      |
| 17  | 38 | Alan Brown           | Cooper-Bristol        | 11'08"7     | 17      |
| 18  | 23 | Willi Heeks          | Veritas               | 11'18"0     | 18      |
| 19  | 18 | Jacques Swaters      | Ferrari               | 11'18"9     | 19      |
| 20  | 40 | Rodney Nuckey        | Cooper-Bristol        | 11'22"1     | 20      |
| 21  | 28 | Theo Fitzau          | AFM-BMW               | 11'24"3     | 21      |
| 22  | 20 | Louis Rosier         | Ferrari               | 11'27"4     | 22      |
| 23  | 21 | Hans Von Stuck       | AFM-Bristol           | 11'37"2     | 23      |
| 24  | 35 | Edgar Barth          | EMW                   | 11'40"8     | 24      |
| 25  | 12 | Johnny Claes         | Connaught-Lea-Francis | 11'45"5     | 25      |
| 26  | 36 | Rudolf Krause        | BMW                   | 11'49"5     | 26      |
| 27  | 34 | Kurt Adolff          | Ferrari               | 11'53"1     | 27      |
| 28  | 24 | Theo Helfrich        | Veritas               | 11'56"3     | 28      |
| 29  | 22 | Wolfgang Seidel      | Veritas               | 11'59"3     | 29      |
| 30  | 41 | Günther Bechem       | AFM-BMW               | 12'13"3     | 30      |
| 31  | 30 | Ernst Loof           | Veritas               | 12'16"8     | 31      |
| 32  | 37 | Ernst Klodwig        | BMW                   | 12'24"6     | 32      |
| 33  | 32 | Erwin Bauer          | Veritas               | senza tempo | 33      |
| 34  | 26 | Oswald Karch         | Veritas               | senza tempo | 34      |
| 35  | 39 | Helmut Glöckler      | Cooper-Bristol        | senza tempo | –       |

## Gara

### Resoconto
Juan Manuel Fangio effettua la migliore partenza e passa in prima posizione, ma Alberto Ascari recupera e chiude il primo giro con un vantaggio di dieci secondi rispetto agli avversari. Fangio, secondo, è attaccato da Mike Hawthorn. I due battagliano scambiandosi diverse volte la posizione, ma alla fine del giro è il britannico a essere davanti.
Al quarto giro Ascari rientra ai box dopo aver perso una ruota e, frenando con sole tre ruote non è riuscito a fermarsi nella sua piazzola nella pit lane. Per spingerlo indietro e riparare la vettura l'italiano ha perso quattro minuti. Il comando della gara era passato nel frattempo a Hawthorn, con Fangio salito quindi in seconda posizione. A causa del loro duello hanno perso terreno nei confronti di Nino Farina, terzo, il quale è riuscito a sorpassare entrambi gli avversari nel corso dell'ottava tornata. L'argentino, nello stesso giro, sorpassa il britannico e torna in seconda posizione. L'ordine dei primi tre rimarrà invariato fino alla bandiera a scacchi. Ascari, nel frattempo, dopo essere rientrato in pista aveva guadagnato quattro posizioni, fino alla quarta, ma per via della sua auto malconcia ha scambiato la vettura con il compagno di squadra Luigi Villoresi alla fine del nono giro, al quindicesimo giro ha dovuto ritirarsi a causa di un guasto al motore. È riuscito comunque a segnare il giro più veloce della gara, il quale gli ha conferito un punto.
Per Nino Farina è la quarta e ultima vittoria in carriera in Formula 1, mentre per la Ferrari è la sedicesima.
Non essendo riusciti né Mike Hawthorn né Juan Manuel Fangio a vincere il Gran Premio, Alberto Ascari conquista il secondo e ultimo mondiale piloti in carriera, divenendo il primo pilota della storia della Formula 1 a vincerne due di fila. Il milanese è inoltre, dopo Nino Farina, il secondo e l'ultimo di nazionalità italiana a conquistare l'iride.

### Risultati
I risultati del Gran Premio sono i seguenti:
| Pos | Nº | Pilota                         | Costruttore           | Giri | Tempo/Ritiro        | Griglia | Punti |
| --- | -- | ------------------------------ | --------------------- | ---- | ------------------- | ------- | ----- |
| 1   | 2  | Nino Farina                    | Ferrari               | 18   | 3h02'25"0           | 3       | 8     |
| 2   | 5  | Juan Manuel Fangio             | Maserati              | 18   | +1'04"0             | 2       | 6     |
| 3   | 3  | Mike Hawthorn                  | Ferrari               | 18   | +1'43"6             | 4       | 4     |
| 4   | 7  | Felice Bonetto                 | Maserati              | 18   | +8'48"6             | 7       | 3     |
| 5   | 17 | Toulo de Graffenried           | Maserati              | 17   | +1 giro             | 11      | 2     |
| 6   | 19 | Stirling Moss                  | Cooper-Alta           | 17   | +1 giro             | 12      |       |
| 7   | 18 | Jacques Swaters                | Ferrari               | 17   | +1 giro             | 19      |       |
| 8   | 1  | Alberto Ascari Luigi Villoresi | Ferrari               | 17   | +1 giro             | 1       | 1     |
| 9   | 31 | Hans Herrmann                  | Veritas               | 17   | +1 giro             | 14      |       |
| 10  | 20 | Louis Rosier                   | Ferrari               | 17   | +1 giro             | 22      |       |
| 11  | 40 | Rodney Nuckey                  | Cooper-Bristol        | 16   | +2 giri             | 20      |       |
| 12  | 24 | Theo Helfrich                  | Veritas               | 16   | +2 giri             | 28      |       |
| 13  | 16 | Kenneth McAlpine               | Connaught-Lea-Francis | 16   | +2 giri             | 16      |       |
| 14  | 36 | Rudolf Krause                  | BMW                   | 16   | +2 giri             | 26      |       |
| Rit | 4  | Luigi Villoresi Alberto Ascari | Ferrari               | 15   | Motore              | 6       |       |
| Rit | 38 | Alan Brown                     | Cooper-Bristol        | 15   | Motore              | 17      |       |
| 15  | 37 | Ernst Klodwig                  | BMW                   | 15   | +3 giri             | 32      |       |
| 16  | 22 | Wolfgang Seidel                | Veritas               | 14   | +4 giri             | 29      |       |
| Rit | 8  | Onofre Marimón                 | Maserati              | 13   | Sospensione         | 8       |       |
| Rit | 12 | Johnny Claes                   | Connaught-Lea-Francis | 12   | Motore              | 25      |       |
| Rit | 35 | Edgar Barth                    | EMW                   | 12   | Scarico             | 24      |       |
| Rit | 26 | Oswald Karch                   | Veritas               | 10   | Motore              | 34      |       |
| Rit | 23 | Willi Heeks                    | Veritas               | 8    | Trasmissione        | 18      |       |
| Rit | 9  | Jean Behra                     | Gordini               | 7    | Cambio              | 9       |       |
| Rit | 11 | Harry Schell                   | Gordini               | 6    | Motore              | 10      |       |
| Rit | 14 | Prince Bira                    | Connaught-Lea-Francis | 6    | Sospensione         | 15      |       |
| Rit | 28 | Theo Fitzau                    | AFM-BMW               | 3    | Motore              | 21      |       |
| Rit | 34 | Kurt Adolff                    | Ferrari               | 3    | Trasmissione        | 27      |       |
| Rit | 41 | Günther Bechem                 | AFM-BMW               | 2    | Motore              | 30      |       |
| Rit | 15 | Roy Salvadori                  | Connaught-Lea-Francis | 1    | Motore              | 13      |       |
| Rit | 32 | Erwin Bauer                    | Veritas               | 1    | Motore              | 33      |       |
| Rit | 10 | Maurice Trintignant            | Gordini               | 1    | Differenziale       | 5       |       |
| Rit | 21 | Hans Von Stuck                 | AFM-Bristol           | 0    | Motore              | 23      |       |
| Rit | 30 | Ernst Loof                     | Veritas               | 0    | Pompa della benzina | 31      |       |
| NP  | 39 | Helmut Glöckler                | Cooper-Bristol        | 0    | Motore              | –       |       |

Alberto Ascari riceve un punto per aver segnato il giro più veloce della gara.

## Classifica mondiale
| Pos | Pilota                | Punti       |
| --- | --------------------- | ----------- |
| 1   | Alberto Ascari        | 33,5 (37,5) |
| 2   | Nino Farina           | 20          |
| 3   | Juan Manuel Fangio    | 19          |
| 4   | Mike Hawthorn         | 18 (20)     |
| 5   | José Froilán González | 13,5 (14,5) |
| 6   | Luigi Villoresi       | 13          |
| 7   | Bill Vukovich         | 9           |
| 8   | Toulo de Graffenried  | 7           |
| 9   | Art Cross             | 6           |
| 10  | Felice Bonetto        | 5           |
| 11  | Onofre Marimón        | 4           |
| 12  | Maurice Trintignant   | 2           |
| =   | Óscar Gálvez          | 2           |
| =   | Sam Hanks             | 2           |
| =   | Duane Carter          | 2           |
| =   | Jack McGrath          | 2           |
| 17  | Fred Agabashian       | 1,5         |
| =   | Paul Russo            | 1,5         |